# Маниоты

Флаг маниотов с девизом «Победа или смерть — с ним или на нём»

Маниоты или майноты (греч. Μανιάτες) — этническая группа греков, родом с полуострова Мани, расположенного в западной Лаконии и восточной Месинии, на юге Пелопоннеса, Греция. Они также были ранее известны как Майноты, а полуостров — как Майна.
Маниоты описываются как потомки древнего дорийского населения Пелопоннеса и как таковых древних спартанцев (прямыми потомками которых и считают себя современные маниоты). Местность здесь гористая и труднодоступная (до недавнего времени многие деревни Мани могли быть доступны только по морю), а местное название «Мани», как полагают, первоначально означало «сухой» или «бесплодный». Название «Маниот» является производным от слова «Мани». В начале нового времени маниоты имели репутацию свирепых и гордо независимых воинов, которые практиковали пиратство и жестокую кровную месть. По большей части маниоты жили в укрепленных деревнях (и «башнях-домах»), где они защищали свои земли от армий Гильольма II Виллардуэна, а затем и от армий Османской империи. Их общество представляет особую клановую систему социальных отношений, сложившейся на юге Греции. Наивысшего развития клановая система, очень похожая на мафиозные структуры соседней Южной Италии получила на полуострове Мани в XII—XIX веках, хотя предпосылки к формированию её здесь имелись ещё во времена ранней античности.

## Фамилии маниотов
Фамилии маниотов равномерно оканчиваются на «эас» в месинской части Мани («внешней» или северо-западной), «акис» или «акос» в лаконской части Мани («внутренней» или юго-западной и восточной) и иногда встречаются фамилии заканчивающиеся — «оггонас».

## Маниотский диалект

Карта, показывающая распространение маниотского диалекта

Маниотский диалект греческого языка имеет несколько архаичных свойств, которые отличают его от большинства основных разновидностей греческого языка. Одна из них, разделяемая с цаконским языком, а также со старыми диалектами, на которых говорили люди жившие вокруг Афин до XIX века, — это расходящаяся трактовка исторического /y/ (написанного <υ>). Хотя этот звук сливается с /i/ везде, эти диалекты имеют /u/ вместо этого (например [ˈksulo] против стандартного [ˈksilo] 'дерево'). Эти разновидности считаются остаточными, ранее будучи частью более крупной ареальной диалектной группы, которая раньше разделяла эти черты и позже была разделена проникновением арнаутского диалекта на большую часть своей территории в позднем средневековье.
Другие особенности маниотского диалекта включает палатализации из велярных согласных, то есть реализации /k, ɡ, x, ɣ/ как ([tɕ, dʑ] или [ɕ, ʑ] перед /i, e, j/. Эта особенность присуща многим южным диалектам греческого языка, особенно критскому.

## Хозяйство
Существует мало информации о хозяйстве маниотов на ранних этапах османского господства в Греции, и то, что известно об их хозяйстве в XVII и XVIII веках, получено от иностранных наблюдателей. В Exo Mani («Внешний Мани») оливки выращивались в большом количестве, но только в XVIII веке оливки были широко распространены в Mesa Mani («Внутреннем Мани»). Экспорт из Exo Mani также включал сосну для мачт, скипидар, шкуры, а также дубитель и принококи, краситель малинового цвета. Северо-западные районы Мани были богаты шелком и шелковицей. Мёд также имеет превосходное качество. Другой важной частью экономики маниотов было пиратство. В настоящее время основными отраслями промышленности в Мани являются сельское хозяйство и туризм.
Сегодня прибрежные деревни Мани полны кафе и сувенирных лавок. Полуостров привлекает посетителей своими ромейскими церквями, франкскими замками, песчаными пляжами и пейзажами. Некоторые популярные пляжи летом – Калогрия и пляжи у гавани Ступа, в то время как в Кардамили и Агиос Николаосе также есть хорошие галечные и песчаные пляжи. Древние дома-башни Мани (пиргоспита) являются важными туристическими достопримечательностями, а некоторые предлагают жилье для посетителей. Пещера Влихада в Пиргос-Диру, недалеко от Итилона, также является популярным туристическим направлением. Поскольку они частично находятся под водой, посетители совершают экскурсию по ним на лодках, похожих на гондолы.
Гитион, Ареополиc, Кардамили и Ступа заполнены туристами в летние месяцы, но зимой в регионе, как правило, тихо. Многие жители работают фермерами по выращиванию оливок и посвящают зимние месяцы сбору урожая и переработке оливок. Некоторые деревни в горах менее ориентированы на туристов, и в них часто очень мало жителей.

## Культура

Девушка маниотка

### Религия
Христианизация произошла достаточно поздно у маниотов: греческий монах по имени Никон Метаноит был уполномочен Церковью в X веке (900-е годы н.э.) распространять христианство в таких областях, как Мани и Цакония, которые оставались языческими, первые древнегреческие храмы начали преобразовываться в христианские церкви в XI веке.
Святой Никон был послан в Мани во второй половине X века, чтобы проповедовать христианство маниотам. Хотя маниоты начали обращаться в христианство столетие назад благодаря проповеди Никона, потребовалось более 200 лет, то есть до XI-го и XII-го веков, чтобы маниоты полностью приняли христианство. После своей канонизации православной церковью Святой Никон стал покровителем Мани, а также Спарты.
Патрик Ли Фермор писал о маниотах: «Отгороженные от внешнего влияния своими горами, маниоты-полупроглодиты сами были последними из обращённых греков. Они отказались от старой религии Греции только в конце IX века. Удивительно помнить, что этот скалистый полуостров, расположенный так близко к сердцу Леванта, откуда исходит христианство, должен был быть крещён на целых три столетия позже после прибытия Св. Августина в далеком Кенте».

### Танцы
Два танца происходят из Мани: Palio Maniatiko (Παλιό Μανιάτικο, буквально Старый маниот) и современный Маниатико. Палио Маниатико встречается только в Мани и описывается как древний танец. Современный Маниатико является современной версией танца Палио Маниатико и включает в себя определённые аспекты танца Каламатиано. Как и Палио Маниатико, он исполняется только в Мани.

### Пиратство
Часть культуры маниотов была связана с пиратством. Маниоты были знаменитыми и грозными пиратами, чьи корабли господствовали на побережье Пелопоннеса. Маниоты стали пиратами, потому что полуостров Мани был не очень плодородной землей, а у маниотов не было много природных ресурсов. Маниоты считали пиратство законным ответом на тот факт, что их земля была бедна, и это стало их главным источником дохода. Пиратские набеги не были остановлены местными православными священниками, которые фактически благословляли корабли перед их отплытием и иногда сопровождали их в набегах. Большинство пиратов-маниотов родом из Mesa Mani (Μέσα Μάνη, «внутренний Мани»). Главными жертвами маниотских пиратов были турки, но мишенью для них становились и корабли могущественных европейских держав.

### Поверья
В культуре маниотов существует достаточно богатая история суеверий и фольклора; большинство распространённых историй вращаются вокруг ведьм, демонов, вампиров и призраков. Когда Генри Герберт, 3-й граф Карнарвон, путешествовал по Мани в 1839 году, он нашёл свежее яйцо на обочине дороги и предложил его сопровождавшему его солдату маниоту, который отклонил это предложение, объяснив, что если ведьма заколдовала его, то ему придётся жениться на ней. Маниоты считали, что в некоторых местах обитают демоны.

### Кровная месть
Другим важным аспектом культуры маниотов была кровная месть, которая часто преследовала маниотов. Обычно решение о начале мести принималось на семейном собрании. Главной целью мести обычно было уничтожить другую семью. Вовлечённые в это дело семьи запирались в своих башнях и при первой же возможности убивали членов противоположной семьи. Остальные семьи в деревне обычно запирались в своих башнях, чтобы не мешать сражающимся.
Кровная месть могла продолжаться месяцами, иногда годами, и обычно заканчивались, когда одна семья либо была уничтожена или либо покидала город. В некоторых случаях (например, в случай убийства убийцы «око за око») кровная месть завершалась после того, как «виновный» человек был убит. В других случаях месть, особенно длительная, заканчивалась мирными переговорами или обменом собственностью. В случае длительной мести семьи часто соглашались на временную треву (τρέβα, «перемирие»), чтобы позволить собирать урожай или присутствовать на религиозных церемониях; когда трева заканчивалась, убийства могли возобновиться. Краеугольным камнем культуры кровной мести маниотов было соглашение о том, что любая месть немедленно прекращается в универсальной треве всякий раз, когда община сталкивается с турецкой угрозой. Самый длинный из всех тревасов был объявлен кланом Мавромихалис, когда в марте 1821 года была объявлена война Османской империи, положившая начало греческой войне за независимость. Кровная месть продолжала практиковаться и после освобождения Греции, хотя регентстское правительство пыталось разрушить башни. Культура маниотской кровной мести считается одной из самых яростных и безжалостных из всех средиземноморских культур кровной мести. Чтобы остановить одну из последних крупномасштабных вендетт в истории Греции, потребовалось вмешательство греческии полиции, 1000 солдат греческой армии и 200 моряков греческого флота.

### Кухня
Мани известен своими уникальными кулинарными продуктами, такими как глина или сиглино (свинина или свиная колбаса, копчёная с ароматическими травами, такими как тимьян, орегано, мята и т.д., и хранящаяся в сале вместе с апельсиновой цедрой). Мани также известны одним из лучших в мире оливковым маслом первого отжима, полученным мягким отжимом из частично созревших оливок сорта Коронейки, которые выращиваются на горных террасах.
Примеры местной кухни:
- Хилопиты
- Колокитокорфадес
- Лалагидес или Лалагия (λαλαγγδδες)
- Паспалас
- Регали
- Сиглино (свиное мясо)
- Диплы (десерт)

## Этнология
Жители Мани утверждают, что являются прямыми потомками древних спартанцев и считаются более «чистокровными» греками. Согласно их рассказам, после того как римляне захватили Лаконию, многие спартиаты, которые были верны древним законам Ликурга, решили переселиться в лаконскую часть горного Мани, а не служить ахейцам или, позднее, римлянам. Кассис утверждает, что жители Мани редко вступали в брак с чужаками вплоть до XX-го века.
Мани стал убежищем для греков в IV веке, когда в Европу начали вторгаться полчища варваров. Когда славяне вторглись на Пелопоннес, многие греки бежали в Мани, так как захватчики не могли проникнуть в гористую местность. Согласно Константину VII, маниоты не были завоёваны славянами и произошли от древних «ромеев». Историк Дэвид Ховарт утверждает: «Единственными греками, которые имели непрерывное происхождение от своих древних предков, были несколько небольших кланов, подобных маниотам, которые были настолько свирепы и жили так высоко в горах, что захватчики сильно их боялись и не смели соваться на их территорию».

## ЭСБЕ о майнотах

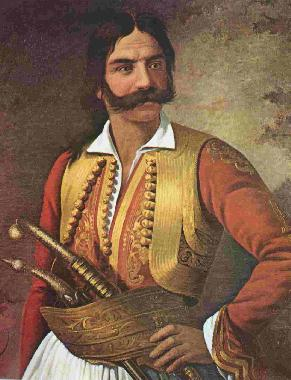
Кирьякулис Мавромихалис, борец за независимость Греции, маниот

Майноты или маниаты — жители местности Мани или Майны (см.) в Пелопоннесе. Выступают в истории во второй половине XV в.; считают себя потомками древних спартанцев. Кровавая месть и фамильные раздоры удерживаются у них до сих пор. Они живут большей частью в деревнях, знатнейшие фамилии — в крепостеобразных башнях, число которых еще в начале XIX в. составляло до 800. В эпоху турецкого владычества над Мореей М. делились на два класса, фамеги (низший) и вулукси (высший), и фактически умели сохранить свою независимость. Не иначе было и во время занятия полуо-ва венецианцами (1687—1718). Поселения М. составляли восемь округов, подчиненных капитанам, а над ними с конца XVII в. стоял бей; во время войны за освобождение это звание нес Петр Мавромихали (см.). После освобождения Греции М. сначала противились президенту Каподистрии, потом в 1834 г возмутились против баварского регентства, но были побеждены и постепенно подчинились закономерному порядку. В начале освободительных войн М. было не более 20000 чел.; в настоящее время (1889) их 46000, разделенных на 10 димов.
Ср. L. Ross, «Griech. K ö nigsreisen» (т. II, Галле, 1848); Yemeniz, «La Magne et les Maď notes» («Rev. d. deux Mondes», 1865); Alexandrakos, «' Ιστπρια τής Μάνης» (Афины, 1892).
- Майноты // Энциклопедический словарь Брокгауза и Ефрона : в 86 т. (82 т. и 4 доп.). — СПб., 1890—1907.

## Известные маниоты
- Панайотис Доксарас, художник, основатель семиостровной школы
- Лимберакис Геракарис, первый бей Мани и один из самых страшных Маниотских пиратов
- Стилианос Мавромихалис, юрист, глава ареопага и премьер-министр (1963 год)
- Кириакулис Мавромихалис, герой греческой войны за независимость
- Петрос Мавромихалис, зачинщик и борец греческой войны за независимость, последний бей Мани, генерал-лейтенант и глава исполнительной власти (1823).
- Михаил Анагностакос, военный офицер и армейский лидер борьбы за Македонию.
- Кирьякулис Мавромихалис, премьер-министр Греции (1909—1910 гг.).
- Дзаннис Дзаннетакис, морской офицер, член греческого парламента, премьер-министр Греции (1989 год) и министр иностранных дел
- Константинос Давакис, полковник сухопутных войск Греции
- Элиас Котеас, актёр
- Георгий Цимбидарос-Фтерис, поэт и журналист